# Варзуга (село)
Варзуга (рос. Варзуга) — село у Терському районі Мурманської області Росії. Адміністративний центр сільського поселення Варзуга.

## Географія

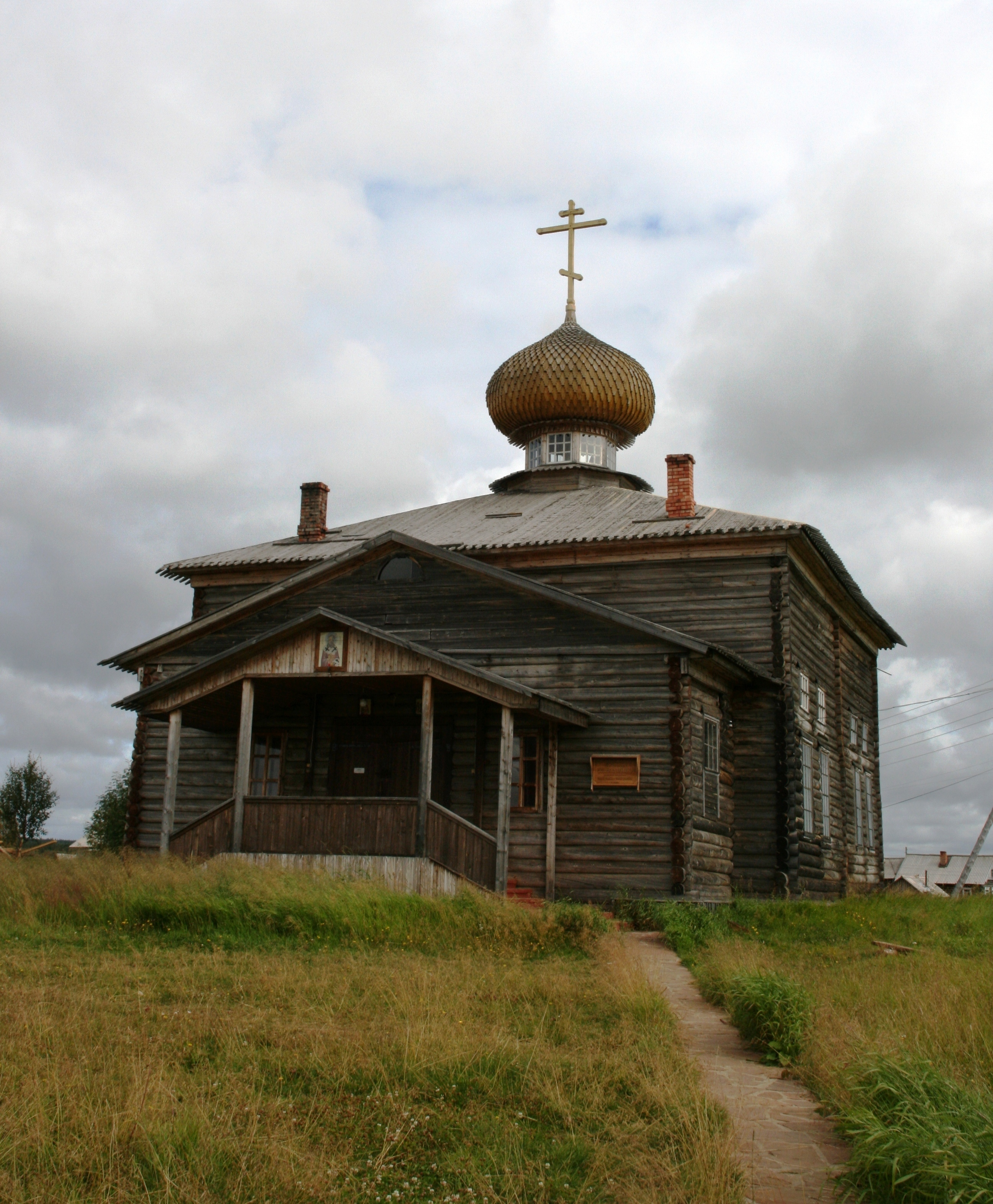
Церква Афанасія Великого

Село Варзуга розташоване на однойменній річці за 22 км. від Білого моря, у 134 км. від районного центру Умба. У селі є майданчик для вертольотів, та автомобільне сполучення з райцентром.
Варзуга розділена на дві частини однойменною річкою. Західна частина носить назву «Сходи комунізму» («рос. Всходы коммунизма»), де знаходиться колгосп, який займається виловом та переробкою риби, зараз також розвиває рибальський туризм. 
Східна частина — Микільська сторона, старе село.

## Клімат
У селі Варзуга субарктичний клімат.

## Історія

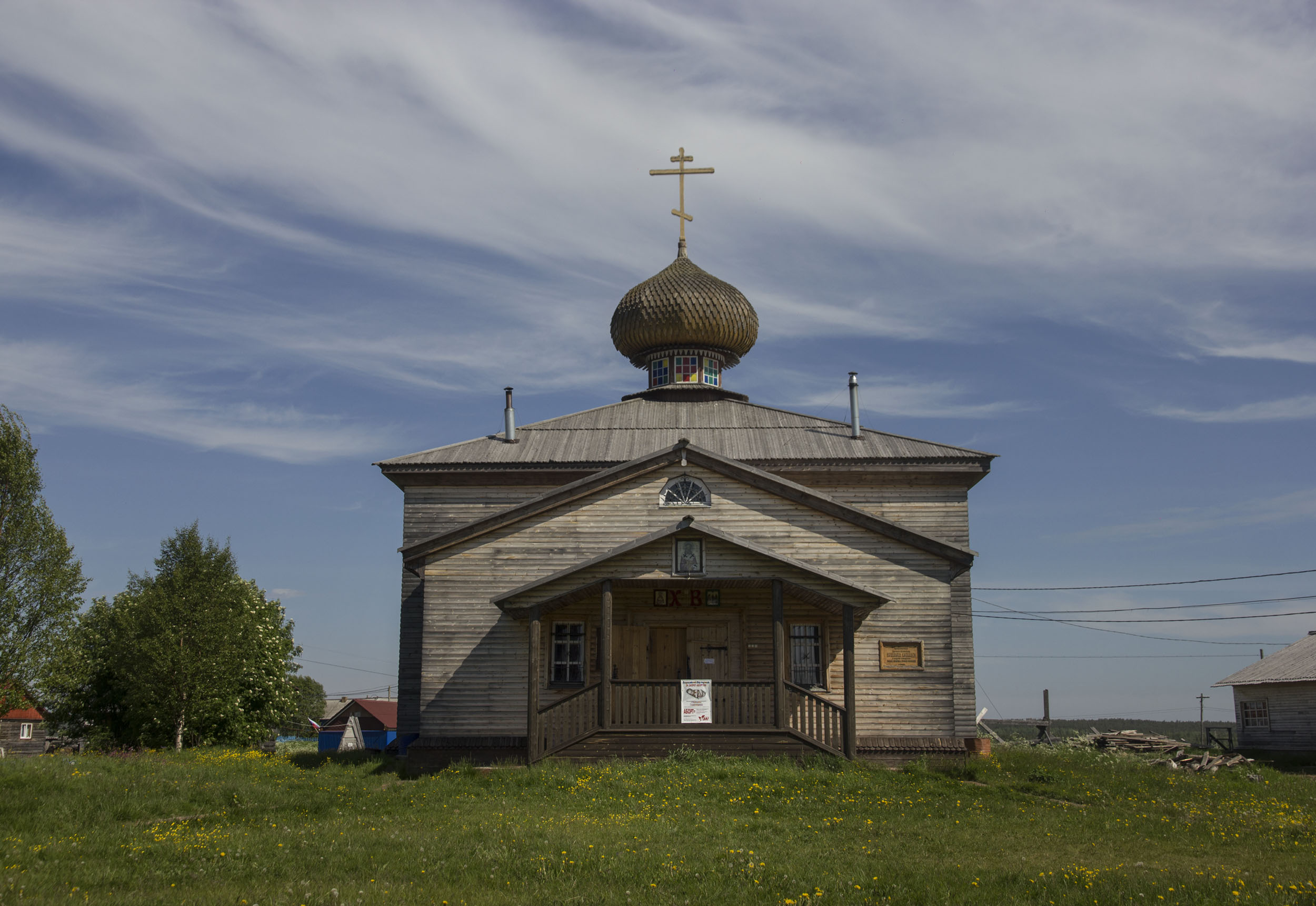
Церква Миколи Чудотворця

Варзуга є одним з найстаріших слов'янських поселень на Кольському півострові. Перші відомості про дану місцевість відносяться до 1466 року, коли мешканець села Тимофій Ермолинич передав Соловецькому монастирю свої угіддя (ловища та ліси) на річці Варзузі. Тоді ж пониззя річки Варзуги стали володінням Соловецького монастиря. Тут побудували монастирське подвір'я, де займалися виловом риби. У 1491 році згадується про церкву святого Миколая. 
Після падіння Новгорода у 1478 році Терська земля, так називали тоді Кольський півострів, перейшла під владу Московії. село Варзуга стало повітовим, окремою адміністративною одиницею, підпорядкованою Двинському наміснику, що мав резиденцію у Холмогорах.
За описом 1563 року є докладні відомості про село. У ньому тоді мешкало 167 сімей у 124 дворах. Промислові та сільськогосподарські угіддя (луки та сінокоси) у повіті перебували в спільному володінні місцевої сільської громади, церковних (Соловецький, Ніколо-Корельський та Антонієво-Сійський монастирів), а також приватних власників.
До 1764 року в село перебувало у володінні одночасно декількох монастирів. 
У часи опричнини було зруйнуване ватагою Басарге Леонтьєва. Ця подія увійшла в історію як «Басаргін правєж».
Після секуляризації церковних земель Катериною ІІ Варзуга стала вільним поселенням у Калуському повіті Архангелгородської губернії.

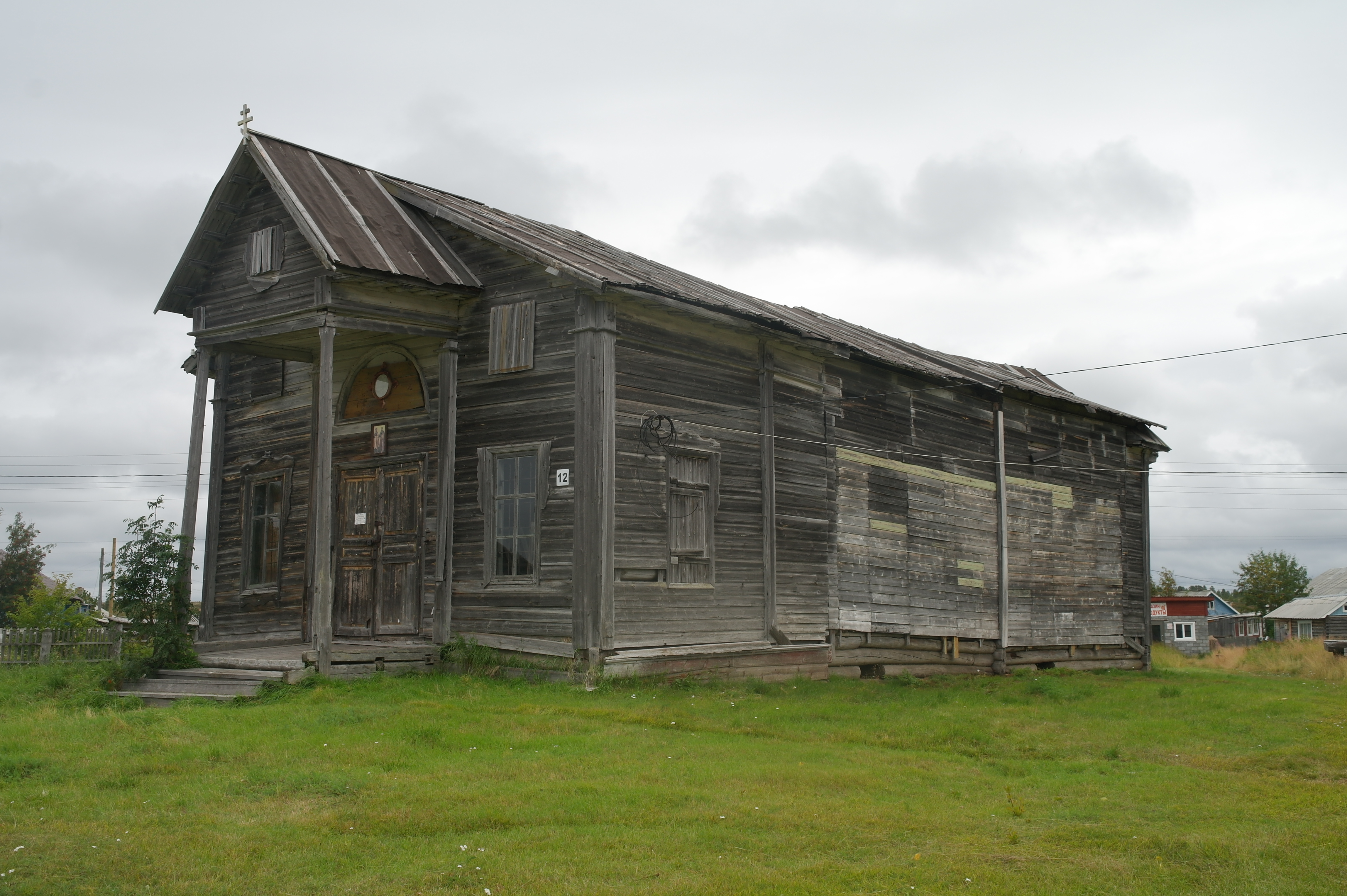
Церква Петра і Павла

За радянських часів у селі створено колгосп «Сходи комунізму». 
У Варзуге діє відомий поморський народний фольклорний хор.

## Пам'ятки
У селі розташовано 5 дерев'яних культових споруд. Найстаріша з них, пам'ятка архітектури, — церква Успіння Пресвятої Богородиці, яка згадується у 1563 році. Сучасного вигляду набула в 1674 році. Побудована без цвяхів. 
Кінцем 15 століття датована церква Афанасія Великого, перебудована у 19 столітті. 
Крім них є ще Миколи Чудотворця (1705) та церква Петра і Павла (1864). 
В околицях села, на 108 кілометрі дороги Умба—Варзуга знаходиться каплиця на місці могили ченця (17 століття) та святе джерело. 

## Населення
| 1897 | 1910   | 2002  | 2010  |
| 793  | ↗ 1001 | ↘ 399 | ↘ 363 |

## Відомі уродженці
- Єфименко Олександра Яківна — український історик та етнограф, перша жінка в Рос. імперії, що здобула ступінь доктора історії honoris causa (1910), у 1907–1917 професорка російської історії на Бестужевських курсах у Петербурзі.